# The Final Frontier
The Final Frontier (на български език – Последната граница) е петнадесети студиен музикален албум на хевиметъл групата Iron Maiden, който е издаден на 13 август 2010 г. от EMI Records. Това е най-продължителния албум на групата. Мелвин Грант изработва обложката. Албума получава положителни оценки от критиците и е на 1 място в 28 страни, включително България. В Англия е четвъртия, който оглавява класацията след The Number of the Beast (1982), Seventh Son of a Seventh Son (1988) и Fear of the Dark (1992). Сингълът El Dorado носи на групата първата награда грами за най-добро метъл изпълнение.

## Състав
- Брус Дикинсън – вокали
- Ейдриън Смит – китара, синтезатор
- Дейв Мъри – китара
- Яник Герс – китара
- Стив Харис – бас китара, клавишни
- Нико Макбрейн – барабани

## Песни
| Заглавие                              | Дължина |
| ------------------------------------- | ------- |
| 1. Satellite 15... The Final Frontier | 8:40    |
| 2. El Dorado                          | 6:48    |
| 3. Mother of Mercy                    | 5:20    |
| 4. Coming Home                        | 5:52    |
| 5. The Alchemist                      | 4:28    |
| 6. Isle of Avalon                     | 9:06    |
| 7. Starblind                          | 7:48    |
| 8. The Talisman                       | 9:03    |
| 9. The Man Who Would Be King          | 8:28    |
| 10. When the Wild Wind Blows          | 11:00   |